# T1 경전차
T1 커닝햄 경전차(T1 Chunningham Light Tank)는 1930년대 초반에 미군에서 프로토타입으로만 제작된 경전차이다. 설계는 James Cunningham, Son and Company가 맡았다.1927년부터 1932년까지 이 전차를 기반으로 일련의 개량된 파생형 (T1E1, T1E2, T1E3, T1E4, T1E5 및 T1E6)도 개발되었으나 최종적으로 양산되지 않았으며. 전투에서 사용되지 않았다.

## 설계
T1 시리즈 경전차의 대부분은 엔진이 전면에 장착되어있고 포탑, 변속기 및 최종 드라이브가 모두 후면에 위치하는 동일한 기본 구조를 공유했다. T1E4와 T1E6은 예외로 포탑을 중앙으로, 엔진을 후방으로, 변속기와 최종 구동장치를 전방으로 옮겼으며, 이는 후기의 전차와 유사한 구성이다.  또한 모든 T1 버전에는 37mm 주포와 동축으로 장착된 7.62mm M1919 브라우닝 기관총으로 무장한 수동 회전포탑이 있으며, 2명의 승무원이 탑승했다.

### T1 프로토타입
T1의 첫 프로토타입은 1927년에 제작되었다. 주포는 제1차 세계 대전 당시 프랑스의 보병 지원포의 미국 버전인 37mm M1918 단포신이다. 이 주포는 포구 속도가 370m/s인 비교적 저속 무기였으며, 전차의 장갑은 두께가 6.4mm에서 9.5mm사이였으며, 전차의 전체 중량은 6.8톤이었다. 또한, 78kW Cunningham 수냉식 V8 가솔린 엔진으로 구동되어 최고 속도는 32km/h였다. 변속기는 Cotta에서 만든 변속기로, 3개의 전진 기어와 1개의 후진 기어가 있는 슬라이딩 기어 유형이었다. 이후 프로토타입이 평가된 뒤 섀시로 분리되어 다른 차량 유형을 테스트하는 데 재사용되었다.

### T1E1
T1의 프로토타입은 1928년에 매우 유사한 프로토타입인 T1E1이 뒤를 이었다. T1E1은 4대가 제작되어 T1E1이 단일 프로토타입으로 제작되지 않은 유일한 T1 버전이 되었다. T1E1은 M1 경전차의 생산을 위해 잠시 표준화되었지만 불과 몇달만에 취소되었다. 그중 T1E1은 T1에서 몇 가지 사소한 변경 사항이 있었다. 변경 사항은 차체와 연료 탱크가 궤도 앞으로 돌출되지 않게 변경되었고, 최고 속도는 29km/h로 감소했다.

### T1E2
T1E1의 후속 버전인 T1E2는 1929년에 다시 단일 프로토타입으로 제작되었다. 장갑은 6.4mm에서 15.9mm)두께의 더 무거운 장갑을 가지게 되었으며, 전차의 중량은 8.1톤으로 증가했다. Cunningham V8 엔진은 출력이 98kW로 향상되어 T1E2에 이전 모델보다 약간 더 높은 출력 대 중량 비율이 나왔다. 그럼에도 불구하고, 기어비의 변화로 인해 최대 속도는 26km/h에 불과했다. 그리고 37mm 주포는 610m/s의 훨씬 더 높은 속도를 가진 장포신 브라우닝 반자동 형식으로 변경되었지만 나중에 이전 M1918 모델이 다시 설치되었다.

### T1E3
1930년, Ordnance Department는 T1E1 전차 중 하나를 수정하여 T1E3을 만들었다. 어떤 면에서 이는 T1E1과 T1E2의 하이브리드 전차였다. T1E3는 T1E2의 고속 장포신 브라우닝 주포, 두꺼운 장갑, 더 강력한 엔진을 가지고 있었지만 T1E1의 차체, 포탑, 치수 및 변속기 기어비를 유지했다. T1E3의 무게는 7.7톤이였으며, T1E2의 더 강력한 엔진과 T1E1 기어를 사용했기 때문에 이전 T1 버전보다 더 높은 출력 대 중량비와 더 빠른 속도를 제공했으며, 최고 속도는 시속 35.2km/h였다. 그러나 이 버전의 가장 중요한 기능은 완전히 재설계된 서스펜션이었다. 이전의 모든 T1 버전에는 거친 지형의 충격을 분산시키기 위해 보기 사이에 여러 개의 이퀄라이징 링크를 사용하는 스프링이 없는 서스펜션으로 매우 거친 승차감을 주었다. 그러나 T1E3의 서스펜션에는 코일 스프링과 유압식 충격 흡수 장치가 있어 승차감이 훨씬 더 부드러워졌다.

### T1E4
1932년에 개발된 T1E4는 T1E1 전차의 또다른 파생형이다. 그러나 전차의 구조가 완전히 바뀌었기 때문에 변형은 훨씬 더 급진적이였다. 전차의 엔진은 뒤쪽으로, 변속기와 최종 드라이브는 앞쪽으로, 포탑은 차체 중앙으로 옮겼다. 길이가 4.70m인 T1E4는 이전 T1 버전보다 거의 1/4 길이였다. 이후의 T1E4에는 반타원 판 스프링과 굴절식 4륜 대차를 사용하는 새로운 서스펜션도 생겨났다. (이 서스펜션은 미군이 테스트한 영국의 비커스 6 톤 경전차와 유사하다.) 주포는 초당 411m/s의 포구 속도를 지닌 37mm 반자동포 M1924로 대체되었다. 또한 전차의 장갑 두께는 T1E2 및 T1E3과 유사했으며, T1E4의 전체 중량은 7.8톤이였다. 처음에 T1E4는 T1E1의 엔진을 유지했지만 출력이 저하된 것으로 판명되어 104kW를 내는 개선된 Cunningham V8로 교체되어 T1E4의 최고 속도는 시속 32km/h가 되었다.

### T1E5
T1E4와 거의 같은 시기에 개발된 T1E5는 T1E1의 또다른 파생형으로, 새로운 조향 시스템이 사용되었다. 이전의 모든 T1 계열은 회전하는 동안 동력이 손실되는 단순한 클러치 브레이크 조향 시스템을 사용했으나,그 이후의 파생형 T1E5는 Cletrac 시스템으로 대체했다. T1E5의 엔진도 T1E4와 동일한 104kW 버전으로 교체되었으며, 테스트 결과 제어된 차동 조향 장치가 클러치-브레이크 시스템보다 우수했으며 오드넌스 디퍼트먼트는 시속 10km를 초과하는 모든 궤도차량에 차동 조향 장치 사용을 권장했다.

### T1E6
최종 버전인 T1E6은 T1E4의 파생형으로, 1932년에 도입되었다. Cunnigham V8 엔진은 American-LaFrance and Foamite Corporation에서 만든 182kW V12로 교체되었으며, 전차의 중량이 9.03톤으로 증가했지만, 더욱 강력해진 엔진은 전체 T1 파생형 중 최고의 중량 대비 출력을 내었다. 그러나 최대 속도는 여전히 시속 32km/h이였으며, 더 큰 V12 엔진은 엔진베이를 혼잡하게 하여 유지 관리가 번거로웠다. T1E6은 T1E4의 무장을 유지했으며, 최대 장갑 두께는 변경되지 않았지만 최소 두께는 6.4mm에서 9.5mm로 증가했다.

## 이후
주포가 없는 T1E2는 이전에는 메릴랜드주 애버딘에 있는 애버딘 시험장에 있는 미 육군 병기 박물관에 야외 전시되어 있었으나, 2010년 박물관의 폐쇄로 인해 버지니아주 포트 리의 미 육군 병기 훈련 및 유산 센터로 옮겨져 현재 실내 보관소에 있으며, 공개적으론 접근할 수 없다.